# Lars Franc
Lars Franc, född 9 november 1627, död 5 november 1678, var en svensk rådman och riksdagsman.

## Biografi
Lars Franc föddes 1627. Han var son till kyrkoherden Petrus Petri Franc i Kvillinge församling och Margareta Scheder. Franc blev 3 september 1645 student vid Uppsala universitet och gjorde därefter resor till svenska och tyska universitet. Under sina utlandsresor bevistade han sju kröningar i olika länder. Franc blev 1665 rådman i Stockholm och avlade ed samt blev bisittare i Byggningskollegium 11 oktober 1665. Han var riksdagsman vid riksdagen 1675 och fick senare titeln vice lagman. Franc avled 1678 och begravdes 12 februari 1679.

### Familj
Franc gifte sig på 1660-talet med Dorotea Low (1642–1716), som var dotter till postmästaren och rådmannen Andreas Low i Magdeburg och Anna Petersén. De fick tillsammans barnen landskamreraren Lars Franc på Gotland, registratorn Anders Franc i Kammarkollegium, Christina Franc (1669–1742) som var gift med generalguvernementskamreren Hans von Göeding i Bremen och Verden, rådmannen Petter Franc (1671–1740) i Stockholm, kanslisten Johan Franc i Kammarkollegium och Samuel Franc (född 1676).